# 乐安乡 (新龙县)
乐安乡，是中华人民共和国四川省甘孜藏族自治州新龙县曾经下辖的一个乡。撤销乐安乡、色威乡，设立色威镇，以原乐安乡和原色威乡所属行政区域为色威镇的行政区域，色威镇人民政府驻色威村1组14号。

## 行政区划
乐安乡撤销前下辖以下地区：
桑郎村、尼拖村、娘恩村、百日村、切衣村和卡娘村。